# DARE
"DARE" é uma canção da banda virtual Gorillaz, lançada em agosto de 2005 como segundo single do álbum Demon Days. Em outubro do mesmo ano, o single passou a ser tocado nas rádios americanas. Rosie Wilson substitui Miho Hatori no papel de dublar Noodle. 2D também canta, mas sua voz foi manipulada de modo que a de Noodle tivesse destaque. No álbum D-Sides, a canção foi apresentada em sua versão demo, com o nome "People".

## Faixas
CD1
1. "DARE"
2. "Clint Eastwood" (com De La Soul e Bootie Brown, ao vivo no Sarm Studios, junho de 2005)

CD2
1. "DARE"
2. "Highway (Under Construction)"
3. "DARE" (Soulwax remix)

DVD
1. "DARE" (video)
2. "Samba at 13"
3. "People"
4. "DARE" (animatic)

CD australiano (lançado em 5 de setembro)
1. "DARE"
2. "Highway (Under Construction)"
3. "DARE" (Soulwax remix)
4. "Dare" (video)

CD australiano da edição limitada
1. "DARE"
2. "Highway (Under Construction)"
3. "DARE" (Soulwax remix)
4. "Feel Good Inc."
5. "DARE" (video)

CD japonês (lançado em 7 de setembro)
1. "DARE"
2. "Highway (Under Construction)"
3. "DARE" (Soulwax remix)
4. "Clint Eastwood" (com De La Soul e Bootie Brown, ao vivo no Sarm Studios, junho de 2005)
5. "DARE" (video)

### US iTunes EP
- (originalmente seria lançado em 24 de outubro de 2006, mas só chegou à loja em 7 de novembro de 2006

1. "DARE" (Demon Days live in Harlem - video)
2. "DARE" (animatic)
3. "Clint Eastwood" (com De La Soul e Bootie Brown, ao vivo no Sarm Studios, junho de 2005)
4. "People"

### Lançamentos promocionais
DARE (US Mixes)
1. Album Edit (3:16)
2. Dave Audé Edit (4:05)
3. Chab Radio Edit (3:42)
4. JRSNCHZ Blocrok Mix (3:12)
5. Soulwax Remix (5:48)
6. Dave Audé Club Mix (7:39)
7. Chab Remix (9:00)
8. JRSNCHZ Blokroxtra Mix (5:26)
9. JRSNCHZ Apesh*t Mix (6:04)
10. Pollyn Remix (4:48)
11. DFA Remix (12:15)
12. Album Version (4:02)

DARE (Dare Refix) Vinil
1. DARE (Dare Refix) (5:19)

## Vídeo musical
No vídeo de DARE, dirigido por Jamie Hewlett e Pete Candeland, que inclui uma participação de Shaun Ryder na forma de uma cabeça mantida viva por máquinas no closet de Noodle, os membros da banda são pouco vistos exceto a própria Noodle. 2D é visto tentando ouvir o que acontece no closet de Noodle colocando sua orelha no chão; Russel é visto lendo um jornal no banheiro e Murdoc é visto numa cama com Shaun, que acorda depois de aparentemente ter sonhado tudo aquilo. Murdoc pede a Shaun: "volte a dormir, querido", o quê depois é mostrado como outro pesadelo de Murdoc, que também acorda assustado.
O vídeo vazou alguns dias antes do lançamento oficial no site oficial da banda, previsto para 17 de julho de 2005.

## Paradas
| Parada (2005)               | Máxima posição atingida |
| --------------------------- | ----------------------- |
| Australian Singles Chart    | 11                      |
| Dutch Singles Chart         | 98                      |
| Irish Singles Chart         | 7                       |
| New Zealand Singles Chart   | 5                       |
| UK Singles Chart            | 1                       |
| U.S. Billboard Hot 100      | 87                      |
| U.S. Pop 100                | 67                      |
| U.S. Hot Modern Rock Tracks | 8                       |